# Groland von Oedenberg

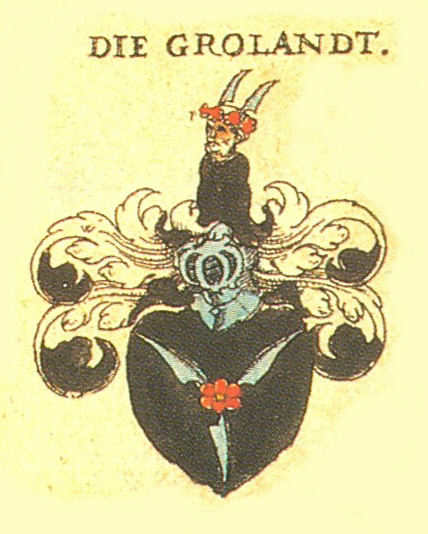
Das Wappen der Groland

Die Groland von Oedenberg (auch:  Gralant ) waren eine der ältesten Patrizierfamilien der Freien Reichsstadt Nürnberg, erstmals urkundlich in Nürnberg erwähnt im Jahr 1305. Die Groland waren ab 1346, mit kurzen Unterbrechungen, bis zu ihrem Aussterben im Jahre 1720 im „Inneren Rat“ vertreten und gehörten nach dem „Tanzstatut“ zu den zwanzig alten ratsfähigen Geschlechtern. Der 1489 erworbene Herrensitz Oedenberg war der namensgebende Sitz der Familie. 1720 sind sie erloschen.

## Geschichte
Die Herkunft der Groland ist nicht gesichert und liegt weitestgehend im Dunkeln. Anfang des 14. Jahrhunderts erscheinen die ersten Vertreter der Familie in den Nürnberger Aufzeichnungen. 1305 nahm eine Gralentin das Nürnberger Bürgerrecht an und 1307 folgte ein Albrecht Gralant. Die Groland müssen schon vor ihrer ersten Erwähnung in Nürnberg vermögend gewesen sein, denn Heinrich Groland wurde bereits 1346 Mitglied des Inneren Rates und damit ins Nürnberger Patriziat aufgenommen. Sie betrieben Fernhandel und waren unter anderem im flandrischen Tuchzentrum Tournai vertreten. Im frühen 15. Jahrhundert vertraten Hans und Jakob Groland die Stromersche Handelsgesellschaft in Wien und Ofen. Drei Mitglieder der Groland waren zwischen 1417 und 1445 als Goldschmiede und Metallurgen Amtleute der reichsstädtischen Münzschau.
Mit Paul Groland von Oedenberg erlosch das Geschlecht am 11. April 1720. „Nach alter Tradition wurde bei der Beisetzung in Mögeldorf der Wappenschild der Groland zerbrochen. Es erschallte der Ruf: Heute Groland und nimmermehr! Dann wurde auch der Helm zerbrochen, und abermals erschallte der Ruf, wobei die Insignien in das Grab geworfen wurden“.

## Ehemalige Besitzungen (Auszug)

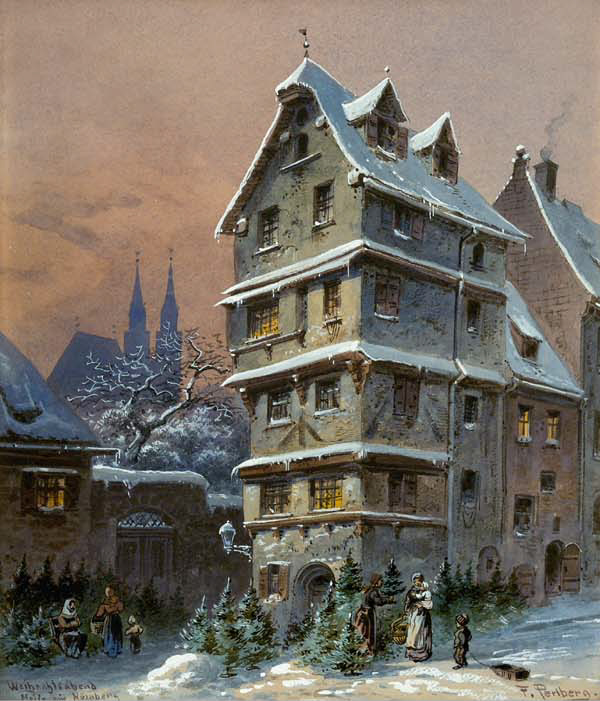
Grolandhaus am Paniersplatz, Nürnberg (1921)

Das Nürnberger Stammhaus der Groland war seit 1489 das von ihnen erbaute und nach ihnen benannte „Grolandhaus“ am Paniersplatz (ehemals Paniersplatz 20, 1945 zerstört).
Weiterhin besaßen sie:
- 1372–1453 die Unterbürg, Unterbürger Straße 26, Nürnberg-Laufamholz
- 1366/1398–1582 den „Vorderen Sitz“ in Diepoltsdorf samt Hammerwerk, Spiegelglasschleiferei und Mühle, seit 1450 auch den benachbarten Herrensitz Utzmannsbach. 1582 geteilt unter zwei Töchtern: Clara Groland mit Georg Coburger erbte die „Vordere Behausung“ zu Diepoltsdorf, die 1627 an ihre Tochter und deren Mann Christoph Gottfried Gugel von Brand und Diepoltsdorf fiel. Ursula Groland mit Hans Waldstromer von Reichelsdorf erbte die „Hintere Behausung“, die ab 1660 auf dem Erbweg ebenfalls an die von Gugel kam. Wiederum durch Erbschaft kamen Vorderes und Hinteres Haus 1872 an die Familie von Loefen, die beide bis heute besitzt.[2]
- 1373–1720 den Herrensitz in Nürnberg-Erlenstegen, Erlenstegenstraße 111 (Groland'sches, später Scheurl'sches Schloss)
- ????–1440 den Herrensitz Bislohe bei Fürth
- ????–???? Besitzungen in Horbach (Langenzenn)[3]
- 1489/90–1720 den Herrensitz in Oedenberg (Lauf an der Pegnitz)
- ????–1532 den Künschrottenberg (später Platnersberg) in Nürnberg-Erlenstegen (hier soll Hans Groland um 1500 den Bärenbrunnen errichtet haben)
- ????–1580 den Herrensitz Behringersdorf (den heutigen Grolandschen oder Alten Sitz)
- 1407–1539 die Oberbürg, Oberbürger Straße 1, Nürnberg-Laufamholz[4]
- 1450–1523 das Gut Utzmannsbach
- 1470–1528 den Herrensitz Vogelsgarten in Nürnberg-Tullnau (1944/45 zerstört)
- 1471–???? das Haus Unter der Veste an der Schildröhre, Burgstraße 21, Nürnberg (von Hans Pleydenwurff gekauft)
- 1527–1542 den Herrensitz Thalheim (Happurg)
- 1570–1599 den Herrensitz „Neue Behausung“ in Diepoltsdorf, Naifer Straße 18 (von Katharina Groland, Witwe des 1561 verstorbenen Christoph Groland, als Witwensitz erbaut, danach im Erbweg Stockhamer und Pömer, 1760 an die Zeltner verkauft, seit 1809 Harsdorf).
- ????–1600 das Grolandhaus auf dem Egidienberg – heute Pellerhaus

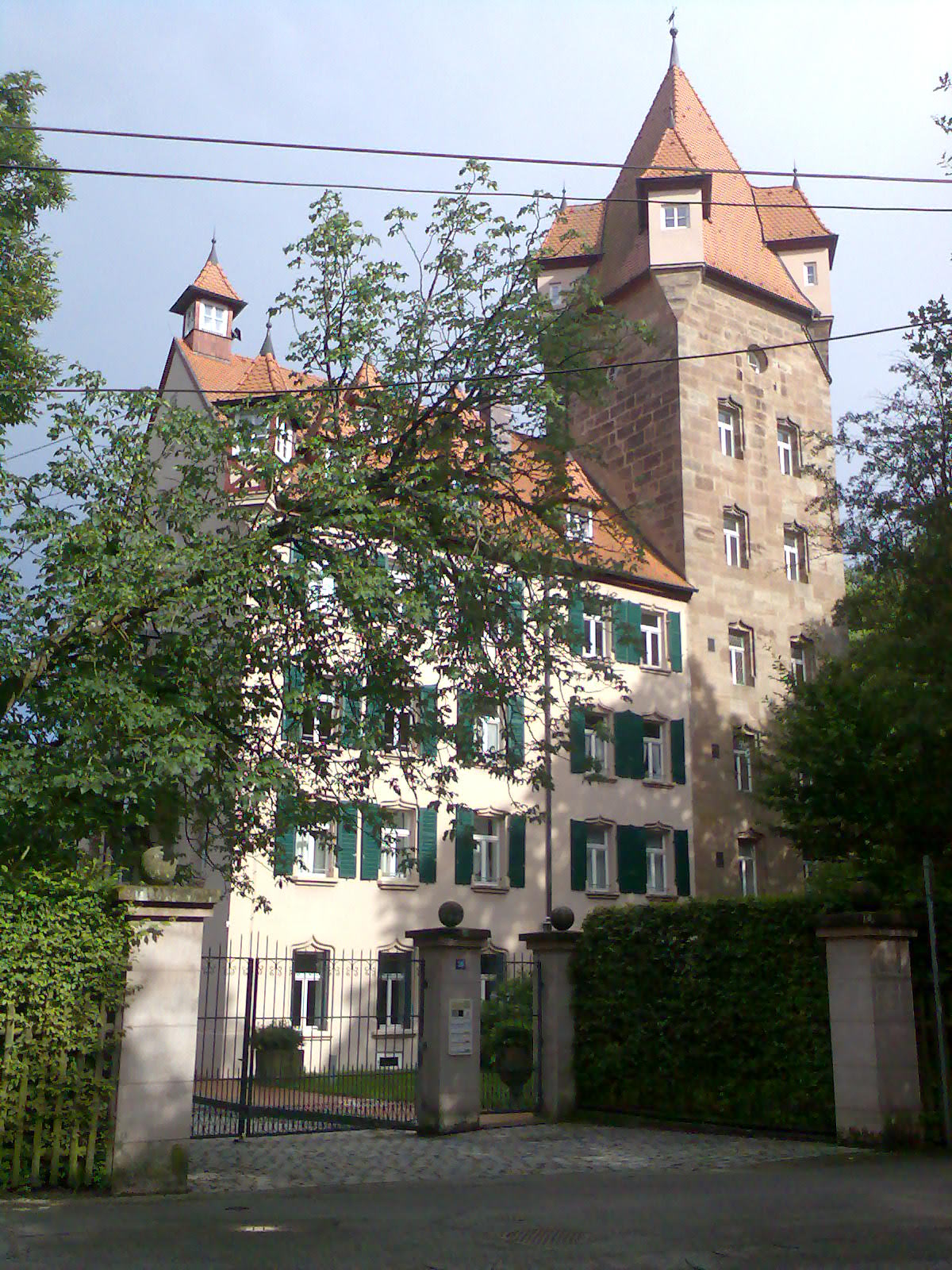
Schloss Unterbürg
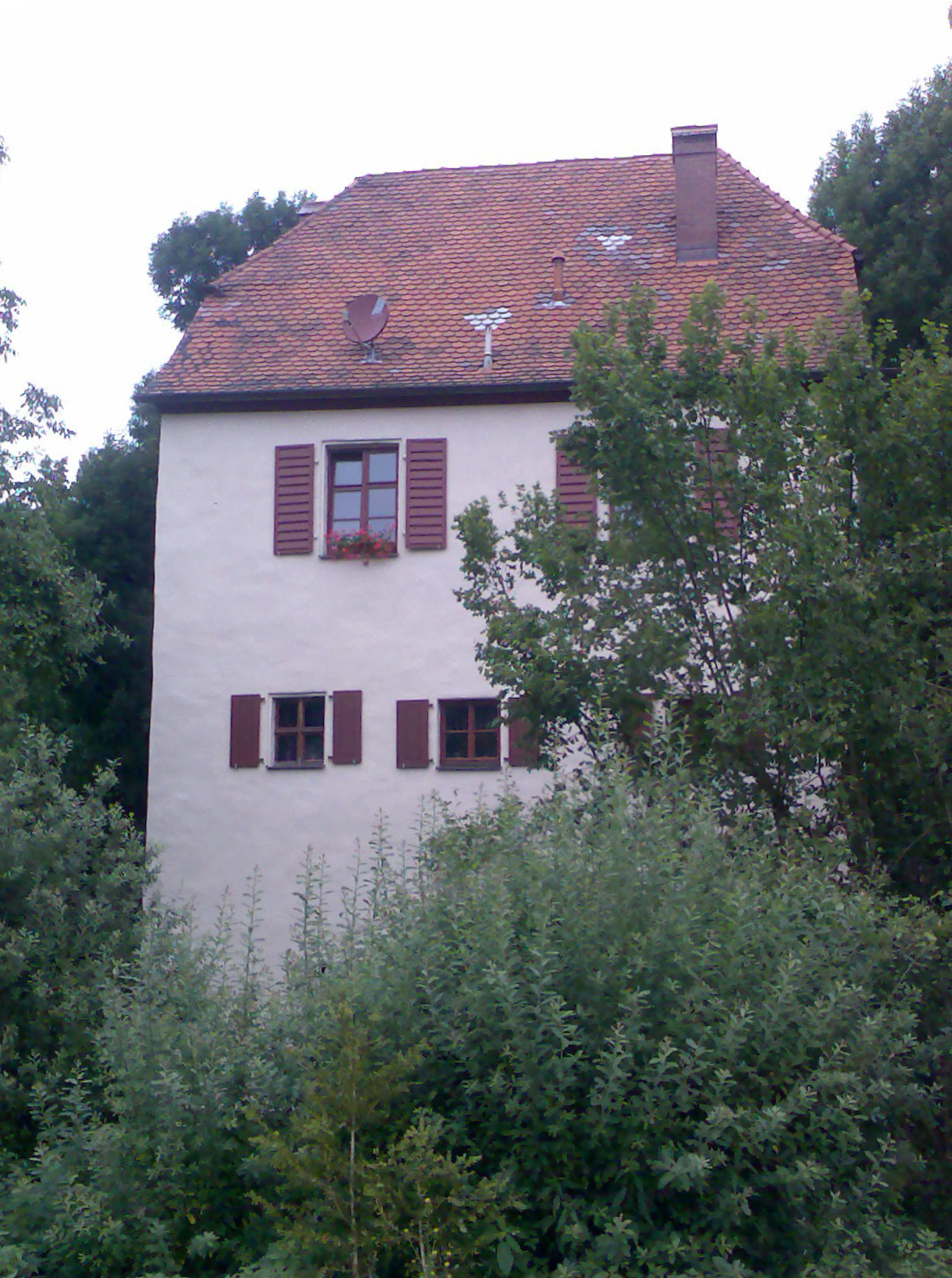
„Vordere Behausung“ in Diepoltsdorf
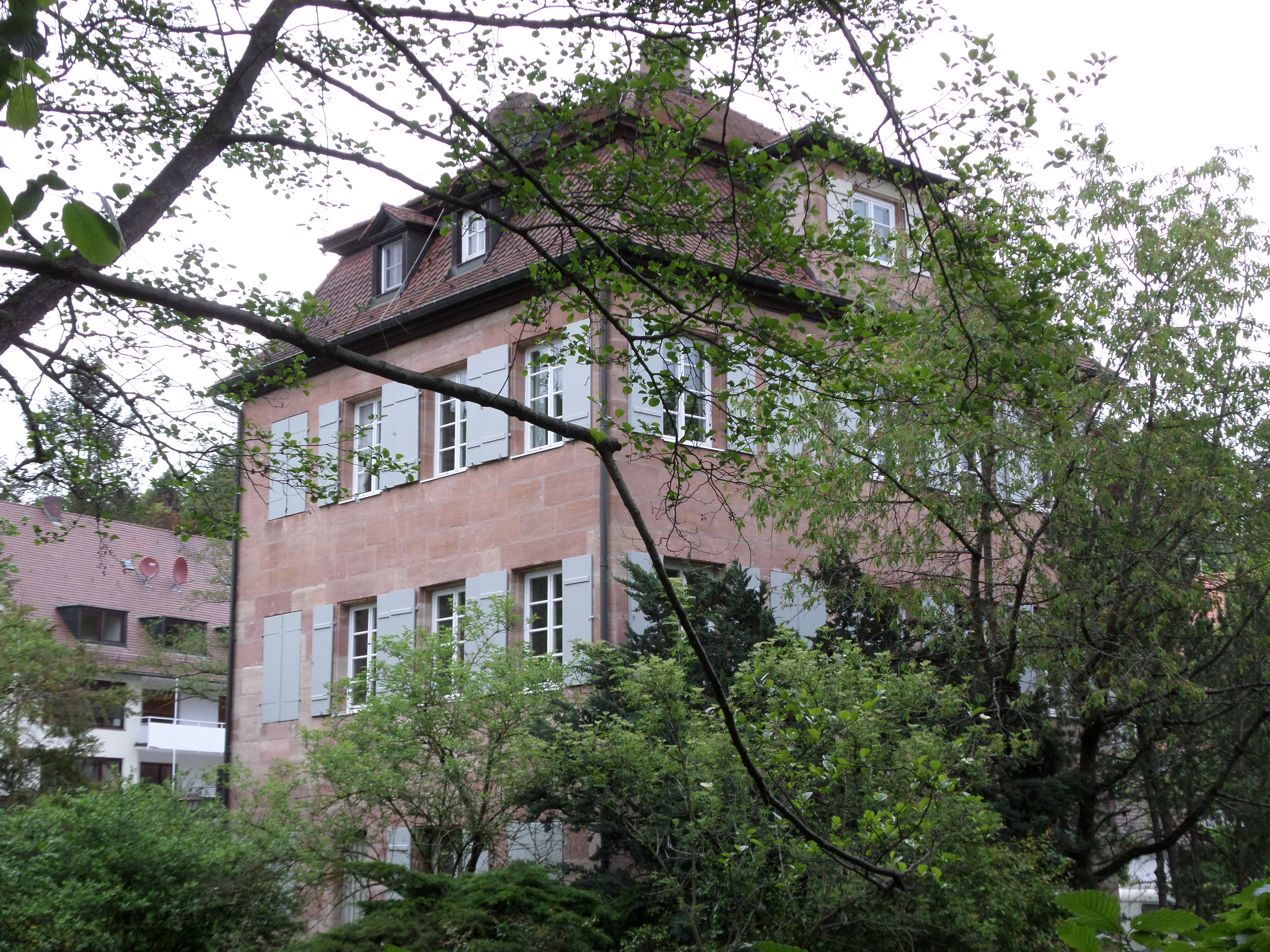
Erlenstegen, Groland'sches,  später Scheurl'sches Schloss
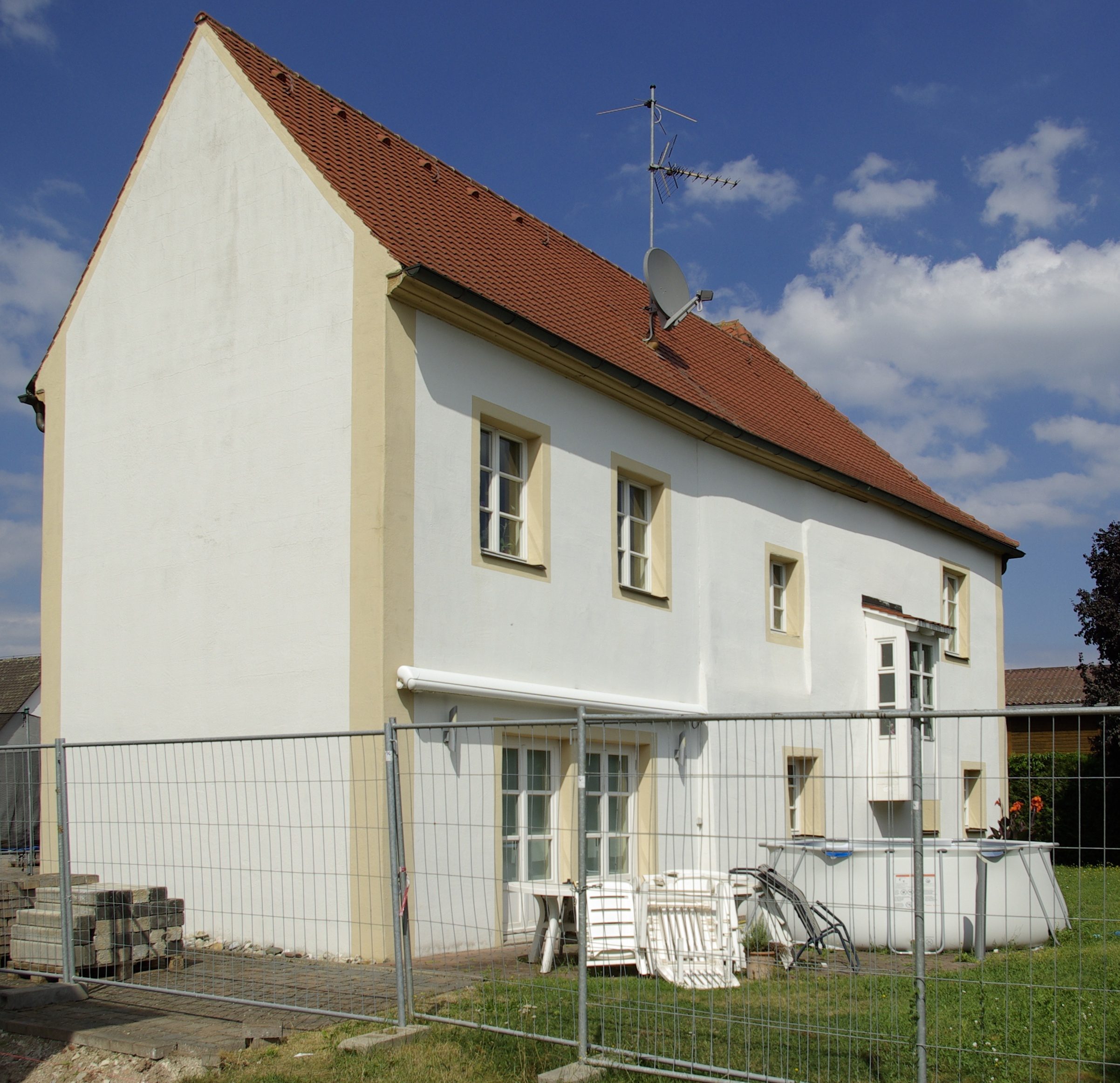
Herrensitz Bislohe
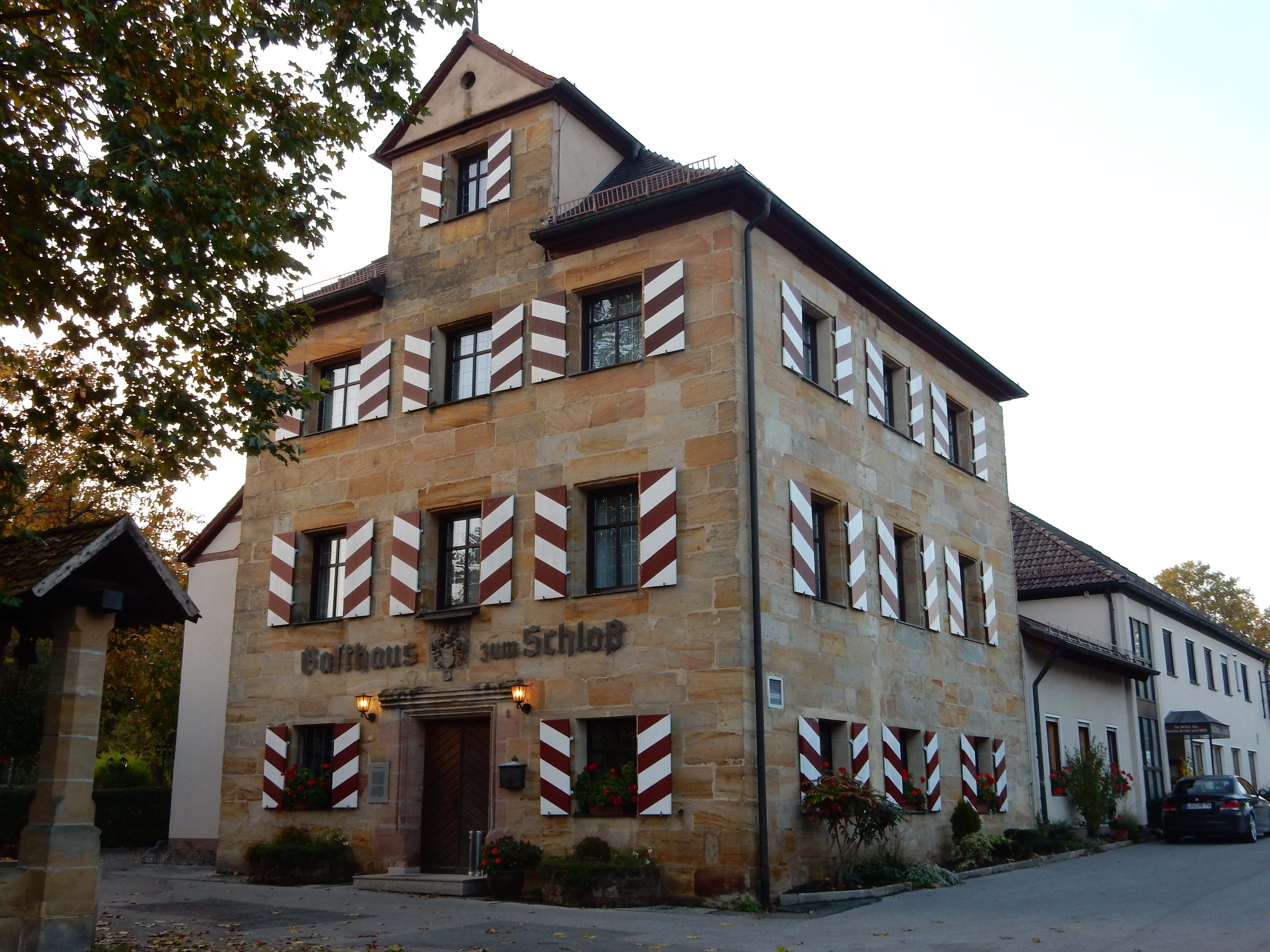
Herrensitz Oedenberg (späteres Ebner'sches Herrenhaus)
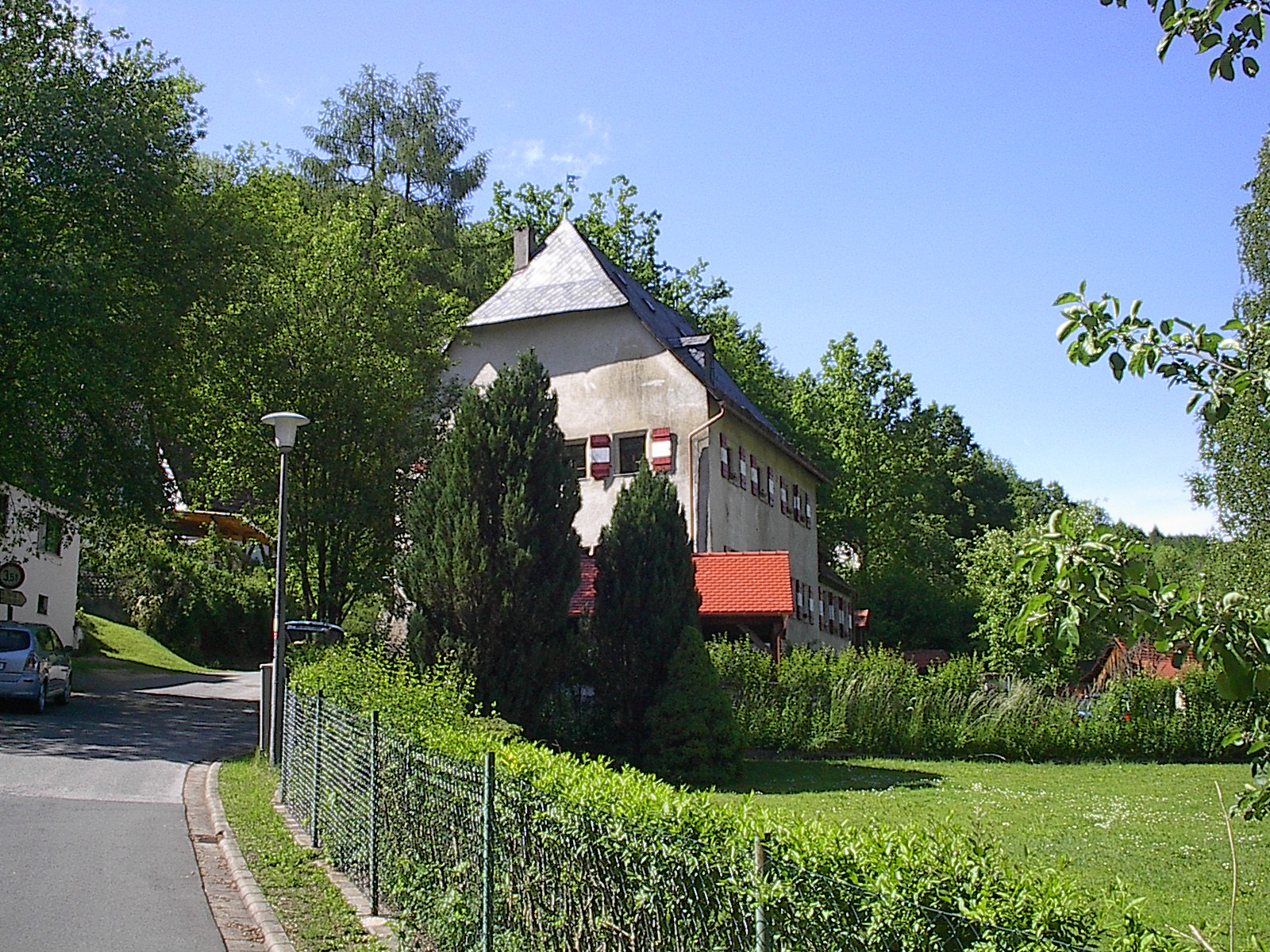
Gut Utzmannsbach
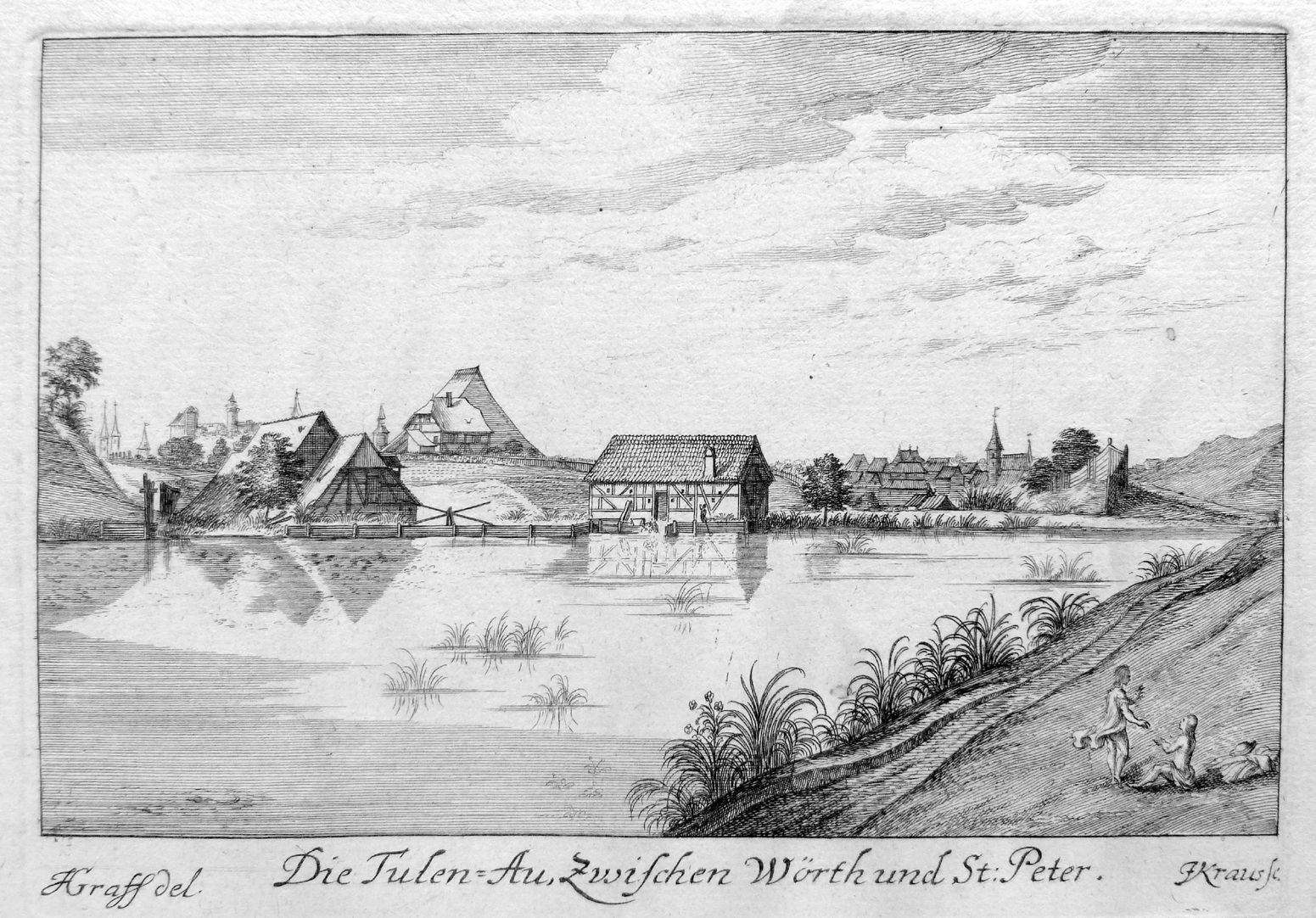
Herrensitz Tullnau
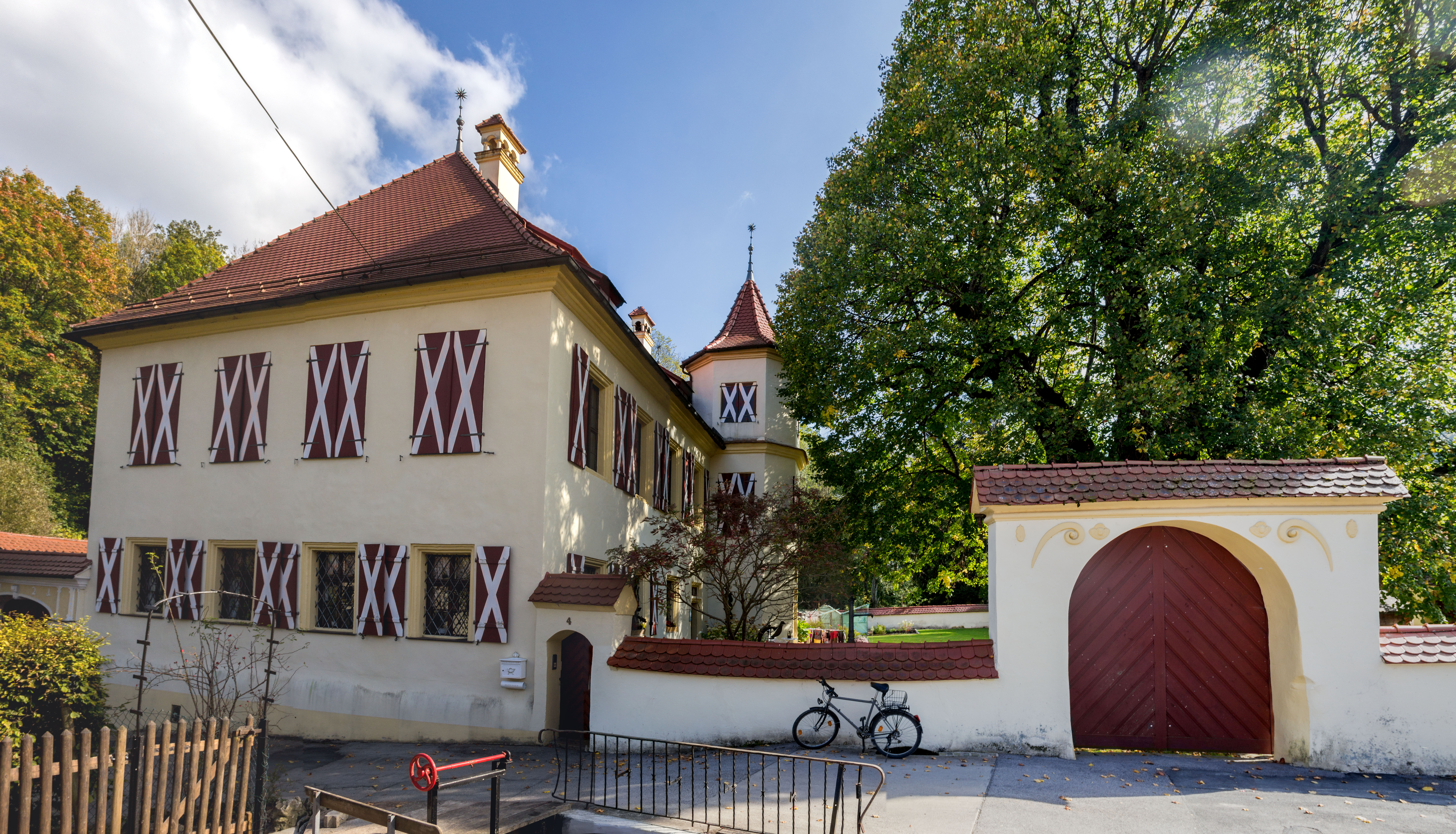
Herrensitz Thalheim

## Stiftungen (Auszug)
- Hans-Groland-Stiftung: In seinem Todesjahr errichtete Hans Groland der Ältere per Testament eine Stiftung. Ein Novize des Augustinerklosters oder vier Handwerkerkinder sollten für ein Studium von drei Jahren, das vorzugsweise in Wien stattfinden sollte, jährlich 20 fl als Stipendium erhalten.
- Hans Groland vererbte seine Bibliothek der Stadtbibliothek Nürnberg.

## Wappen, Bilder
In Schwarz eine fünfblättrige silberne Rose, aus welcher drei silberne Sensenklingen schächerkreuzförmig hervorgehen.

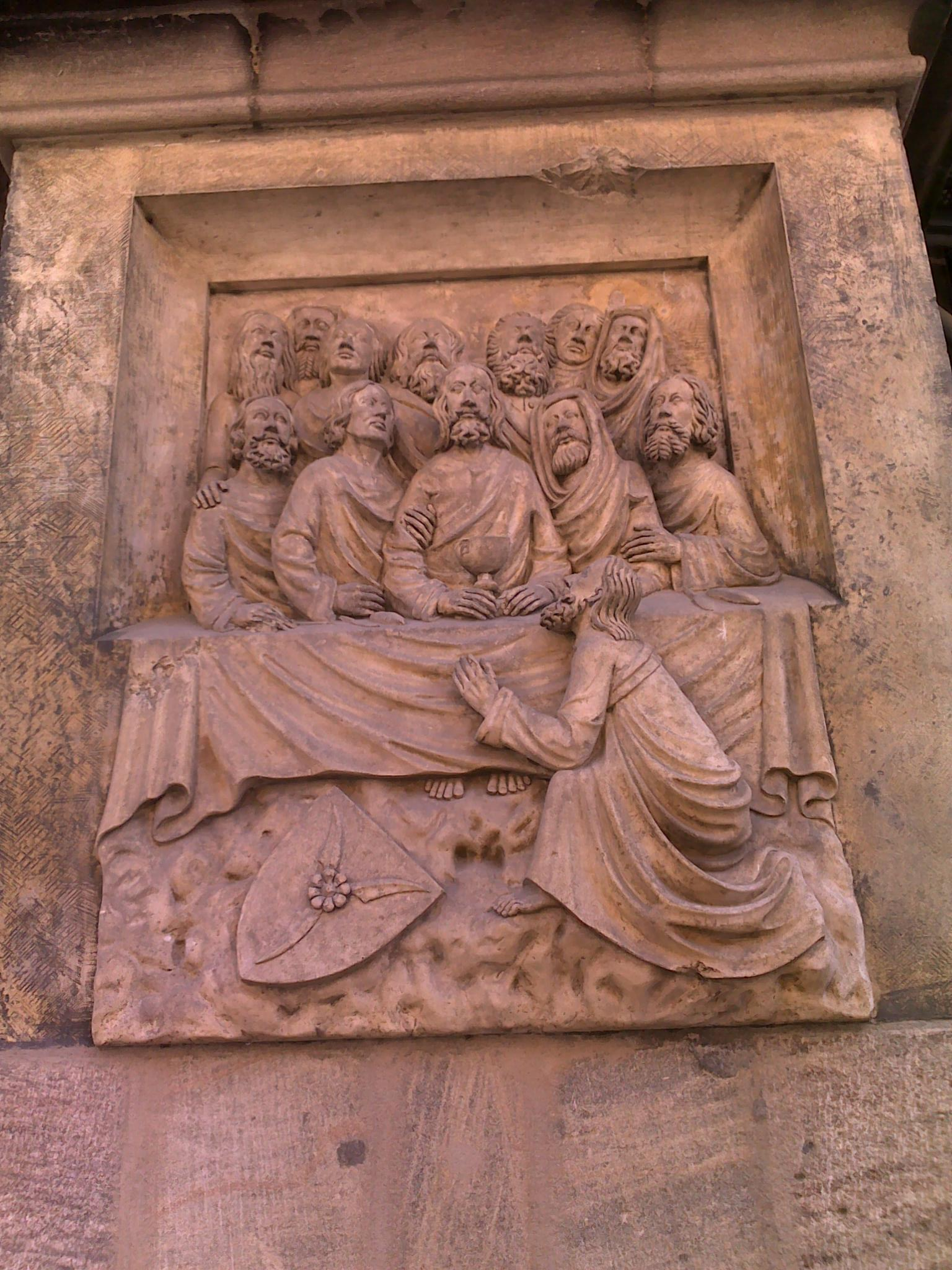
Abendmahl mit Groland-Wappen an der Sebalduskirche
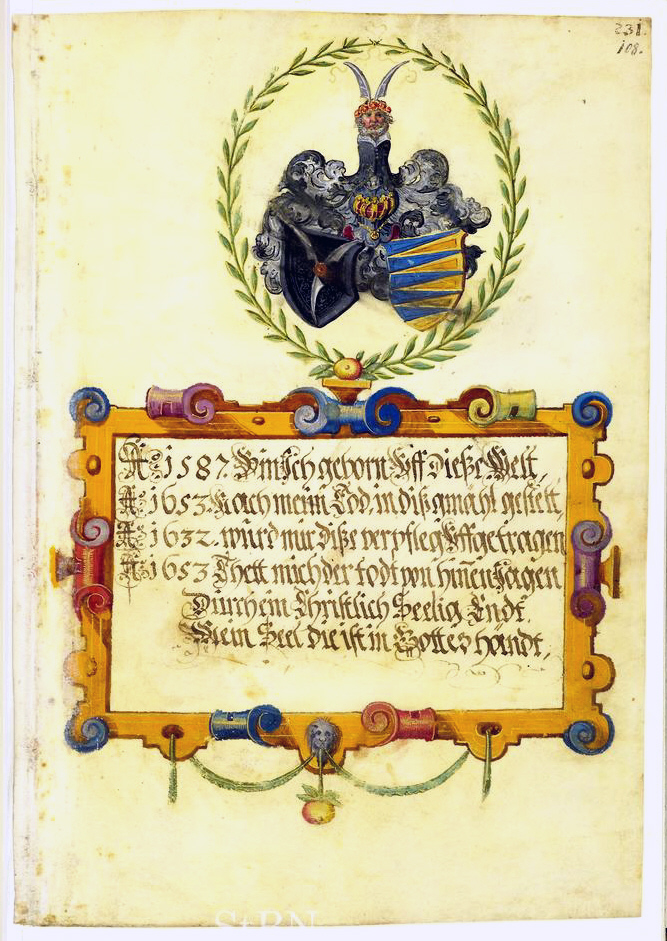
Allianzwappen Goland/Ebner-Eschenbach (für Georg Wilhelm Grolandt, Pfleger der Landauerschen Zwölfbrüderstiftung)
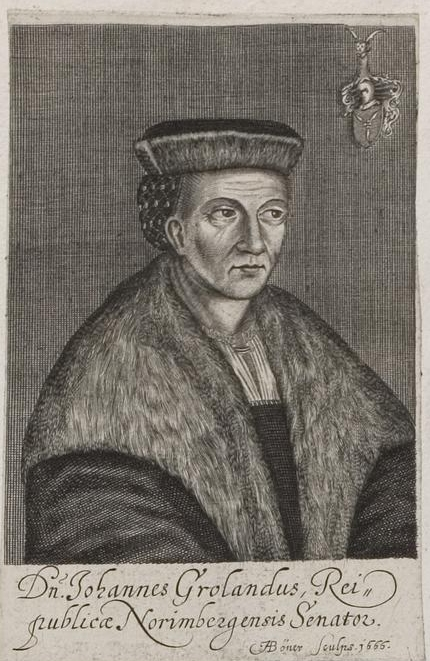
Johann Groland (15. Jh.), Goldschmied, Ratsherr
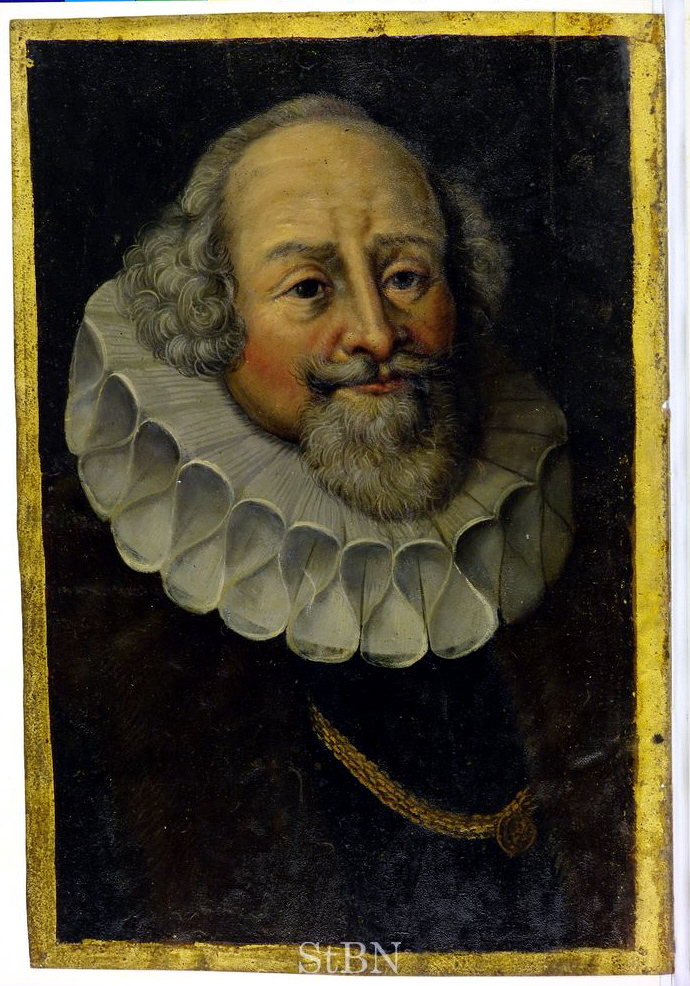
Georg Wilhelm Grolandt, Pfleger der Landauerschen Zwölfbrüderstiftung
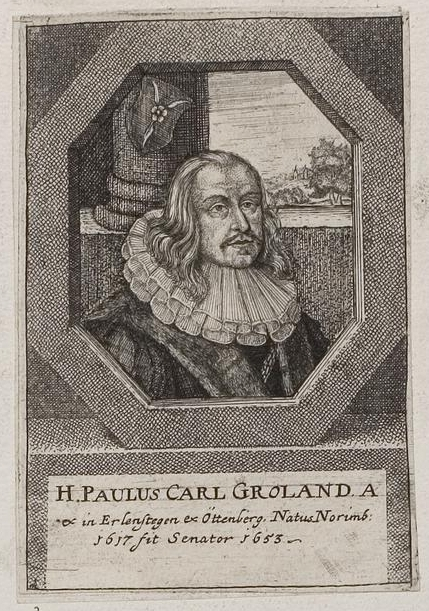
Paul Carl Groland, Ratsherr (17. Jh.)